# ظفير الدين مفتاحي
ظفير الدين مفتاحي (7 آذار 1926 - 31 آذار 2011) كان عالمًا ومُفتيًا مسلمًا هنديًا شغل منصب مفتي دار العلوم ديوبند والرئيس الثاني لمجمع الفقه الإسلامي. قام بتجميع الأحكام الدينية لعزيز الرحمن عثماني، والتي تسمى فتاوى دار العلوم ديوبند في اثني عشر مجلدًا، وكتب كتبًا منها الإسلام كنظام المساجد، والإسلام كنظام عفت الأسماء، وتاريخ المساجد.
كان مفتاحي من خريجي جامعة مفتاح العلوم. كان عضوًا في مجلس الدراسات بقسم اللاهوت السني بجامعة عليكرة الإسلامية. خدم في مدرسة ديوبند خمسين عامًا وأصدر مائة ألف فتوى دينية.

## الأعمال الأدبية
- الإسلام كنظام مسجد (تم نشر ترجمته الإنجليزية "المسجد في الإسلام" بقلم زهير النبي في عام 1996 من قبل معهد الدراسات الموضوعية، نيودلهي).
- الإسلام كنظام عفة وعفة (تم نشر ترجمته الإنجليزية بعنوان "الحياء والعفة في الإسلام" لأول مرة في الكويت ثم مرة أخرى بواسطة دار قاضي للنشر خلال عام 1993 في نيودلهي. وتم نشر الترجمة الفارسية بعنوان "حجاب عفة ديدغاه إسلام" في طهران).
- تاريخ المساجد
- مشاهير علماء ديوبند
- دار العلوم: قيام اور اسكا با المنزار
- دار العلوم: إيك عظيم مكتب فكر
- نظام التربية (نشرت دار العلوم ديوبند ترجمتها العربية عناية الإسلام بالتربية الأطفال ).
- الإسلام كنظام حياة
- جورم-أو-سازا كتاب-أو-سونات كي روشني ماي
- إسلامي حكمت كي نقش نجار
- الإسلام كنظام الأمن

### الاستشهادات
1. ↑  "Maulana Nematullah Azmi elected as president of Islamic Fiqh Academy". Two Circles. 31 مايو 2011. مؤرشف من الأصل في 2024-11-30. اطلع عليه بتاريخ 2020-10-07.

## قراءة إضافية
- Qasmi، Nayab Hasan (2013). "Mufti Zafeeruddin Miftāhi". Darul Uloom Deoband ka Sahāfati Manzarnāma (بالأوردية). ديوبند: Idara Tahqeeq-e-Islami. ص. 214–216.